# Geballte Ladung – Double Impact
Geballte Ladung – Double Impact ist ein US-amerikanischer Actionfilm von 1991 mit Jean-Claude Van Damme.

## Handlung
Die Eltern von Chad und Alex werden von einer Verbrecherorganisation umgebracht, die von Griffith angeheuert wurde. Der Bodyguard Frank schafft es noch, die beiden Babys Chad und Alex zu retten. Im Eifer des Gefechts schießt er Moon ins Auge und wird auch selbst am Arm verletzt. Letztendlich kann er die beiden aber außer Gefahr bringen. Alex wird vor der Tür eines Waisenhauses in Hongkong ausgesetzt, Chad zieht der angebliche Onkel Frank persönlich auf. Der eine wird zu einem angesehenen „Geschäftsmann“ in Hongkong, der mit verschiedensten, nicht immer legalen Sachen handelt, der andere ein Karate-Trainer und Gymnastik-Lehrer in Los Angeles.
Nach 25 Jahren erklärt Onkel Frank Chad, dass er einen Zwillingsbruder hat und er gar nicht sein Onkel ist. Als die beiden Brüder sich nach 25 Jahren wieder vereinen, sind sie nicht ganz voneinander begeistert, da Alex den Verdacht hat, dass Danielle, seine Freundin, ein Auge auf Chad geworfen hat.
Die Zwei beschließen, den Mord an ihren Eltern zu rächen. Doch sie geraten immer wieder in Streit und werden sich nicht einig. Erst als Frank und Danielle von Griffith und dem Mafiaboss Zhang entführt werden, können Alex und Chad wieder Frieden schließen, um die beiden zu befreien.
In einem harten Kampf kann Chad den eiskalten Killer Moon besiegen und Alex gelingt es, Frank und seine Freundin Danielle aus den Fängen der Bösewichte zu befreien. Trotz ihrer Ermüdung und den Verletzungen, die sich Alex und Chad im Kampf zugezogen hatten, können sie sich an den Ganoven Zhang und Griffith rächen.

## Entstehung und Veröffentlichung
Es war die erste Doppelrolle von Jean-Claude van Damme. Er schrieb auch am Drehbuch mit und produzierte den Film. Gegen Bolo Yeung hat van Damme schon im Film Bloodsport (1988) im Finale gekämpft. Das Produktionsbudget des Films betrug etwa 15 Millionen US-Dollar. Der Film spielte weltweit rund 30,1 Millionen US-Dollar ein. In Deutschland verzeichnete der Film insgesamt 1.543.069 Kinobesucher.
Die deutsche FSK-18-Videofassung von 1992 mit dem Coververmerk „Ungeschnittene Originalversion“ wurde in 10 Szenen um insgesamt eine halbe Minute entschärft und indiziert. Zudem wurde das Bild abgedunkelt. Die Indizierung wurde im Februar 2012 aufgehoben. Erstmals ungeschnitten erschien der Film im Jahr 1999 auf DVD, wobei die bisher gekürzten Szenen von einem englischen VHS-Master eingefügt und dementsprechend von schlechterer Qualität waren. Seit 2005 ist der Film in Deutschland auch ohne diesen Qualitätsverlust auf DVD zu erwerben sowie seit 2017 auf Blu-Ray. Bereits 2016 sind in Österreich limitierte Blu-Ray-Mediabooks mit drei verschiedenen Cover-Artworks erschienen.

## Rezeption
Double Impact erhielt ein eher schlechtes Presseecho, was sich auch in den Auswertungen US-amerikanischer Aggregatoren widerspiegelt. So erfasst Rotten Tomatoes überwiegend kritische Besprechungen und ordnet den Film dementsprechend als „Gammelig“ ein. Laut Metacritic fallen die Bewertungen im Mittel „Durchwachsen oder Durchschnittlich“ aus. Eine von CinemaScore vorgenommene Umfrage unter US-amerikanischen Kinobesuchern ergab eine Durchschnittsnote von B+, was der deutschen Schulnote 2+ bzw. voll gut entspricht.

„Harter, formal überraschend einfallsreicher Actionfilm mit augenzwinkernder Ironie in der Zeichnung der ungleichen Zwillinge. Durch distanzlos abgebildete Gewalt, Selbstjustiz und Sexismus diskreditiert sich der Film als akzeptable Unterhaltung.“

Jean-Claude van Damme erhielt eine Nominierung für die MTV Movie Awards 1992 in der Kategorie Most Desirable Male.